# Eucyclops agiloides
Eucyclops agiloides – gatunek widłonoga z rodziny Cyclopidae. Jako pierwszy opisał go w 1909 roku norweski hydrobiolog Georg Ossian Sars, nadając mu nazwę Cyclops agiloides.